# Palais Dietrichstein

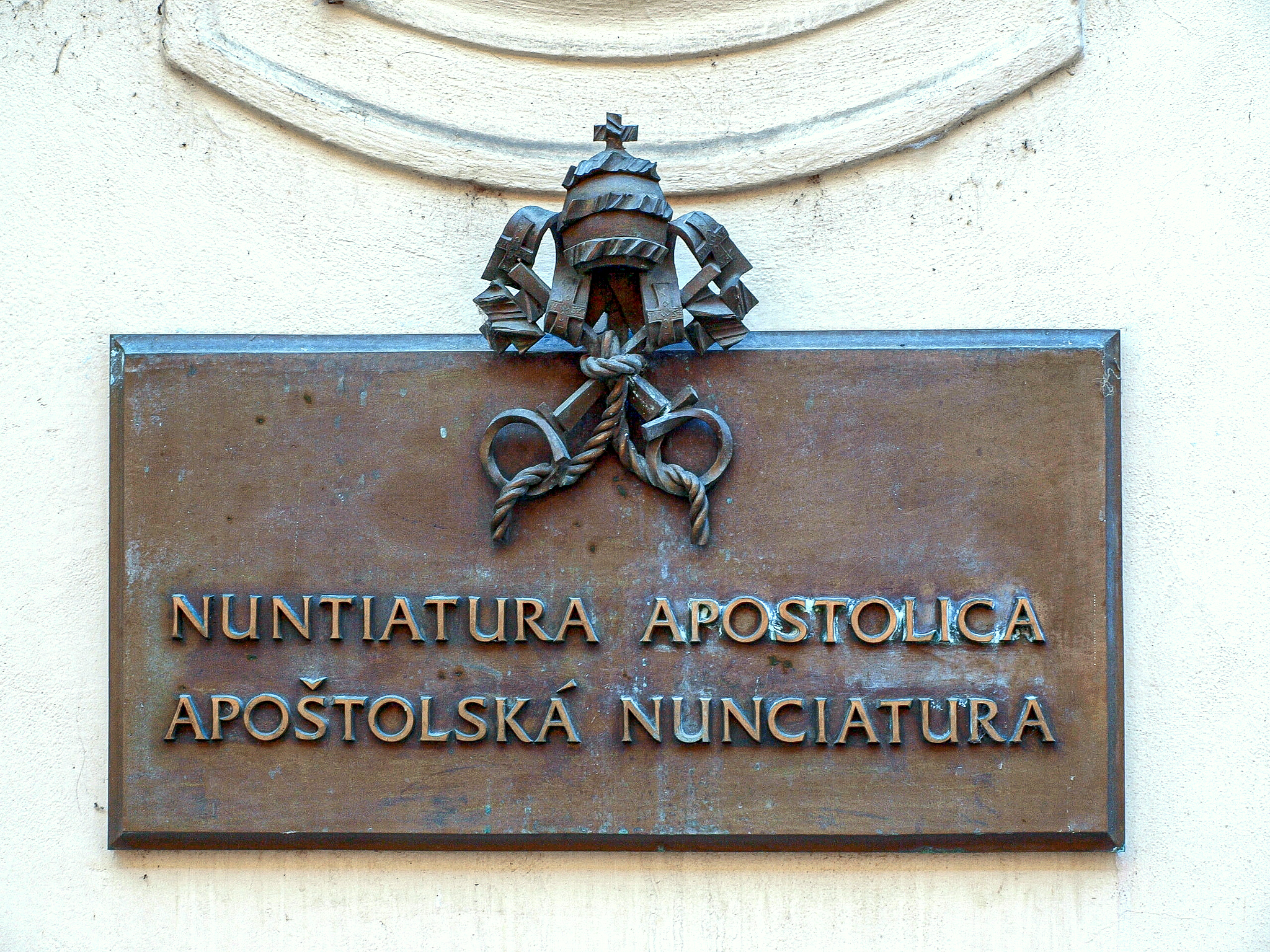
Palais Dietrichstein

Le palais Dietrichstein (en tchèque, Dietrichsteinský palác), également Palais Valter ou Walter, est un palais néo-baroque de Prague, siège de la nonciature apostolique. Il est situé dans la Nouvelle Ville de Prague. Il est protégé en tant que monument culturel de la République tchèque.

## Histoire du palais
Le palais néo-baroque a été reconstruit selon le plan de l'architecte Bedřich Ohmann. Il fut achevé en 1891. 
Depuis 1929, le palais abrite la nonciature apostolique, siège de la mission diplomatique du Saint-Siège en République tchèque. Le nonce apostolique actuel est Son Excellence Monseigneur Thaddeus Okolo. 
Le siège de la nonciature papale se trouvait auparavant dans le palais archiépiscopal de Hradcany, dans le bâtiment de l'archevêché de Prague, de 1919 à 1929. 

## Galerie

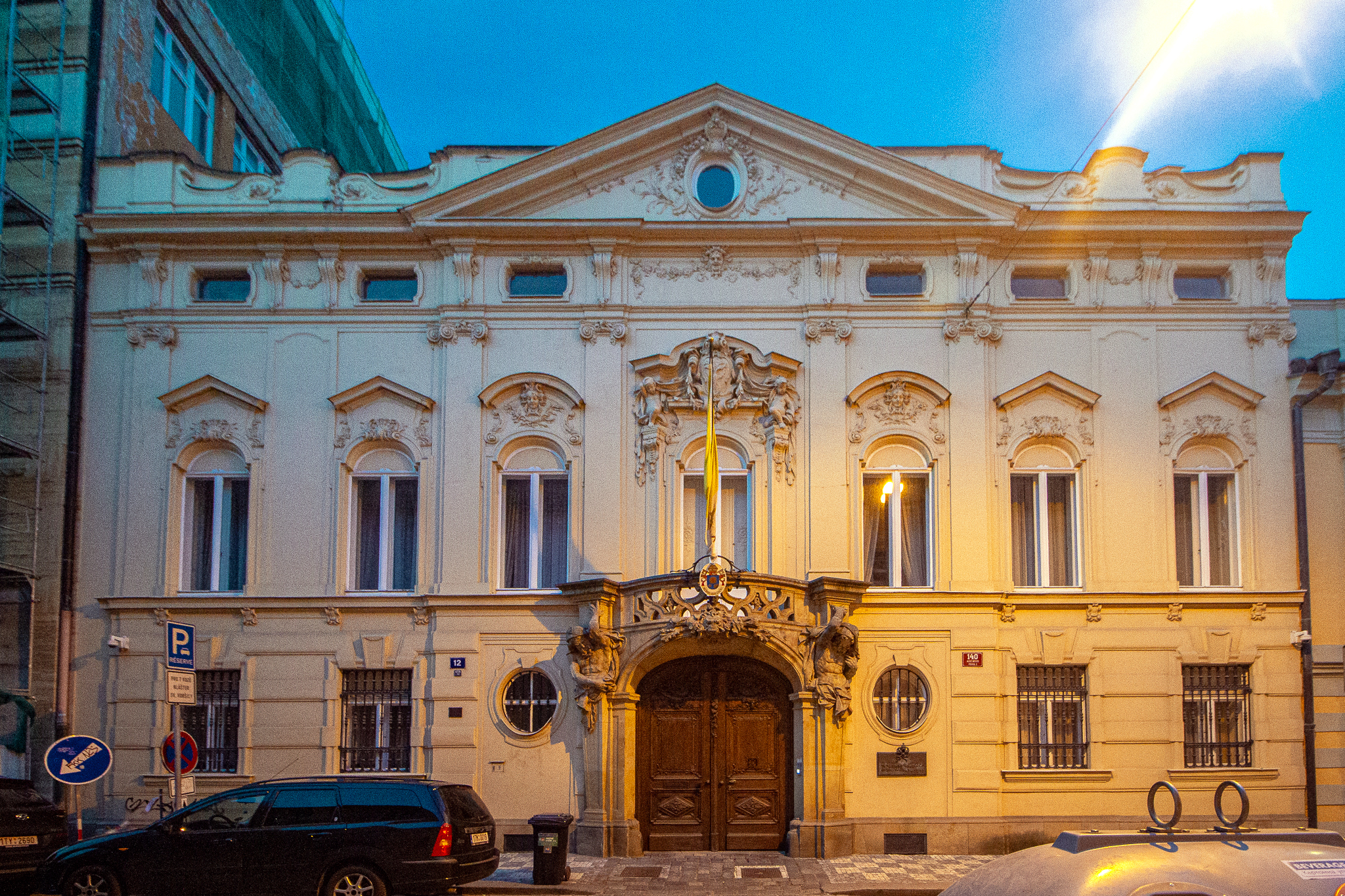
Entrée du palais
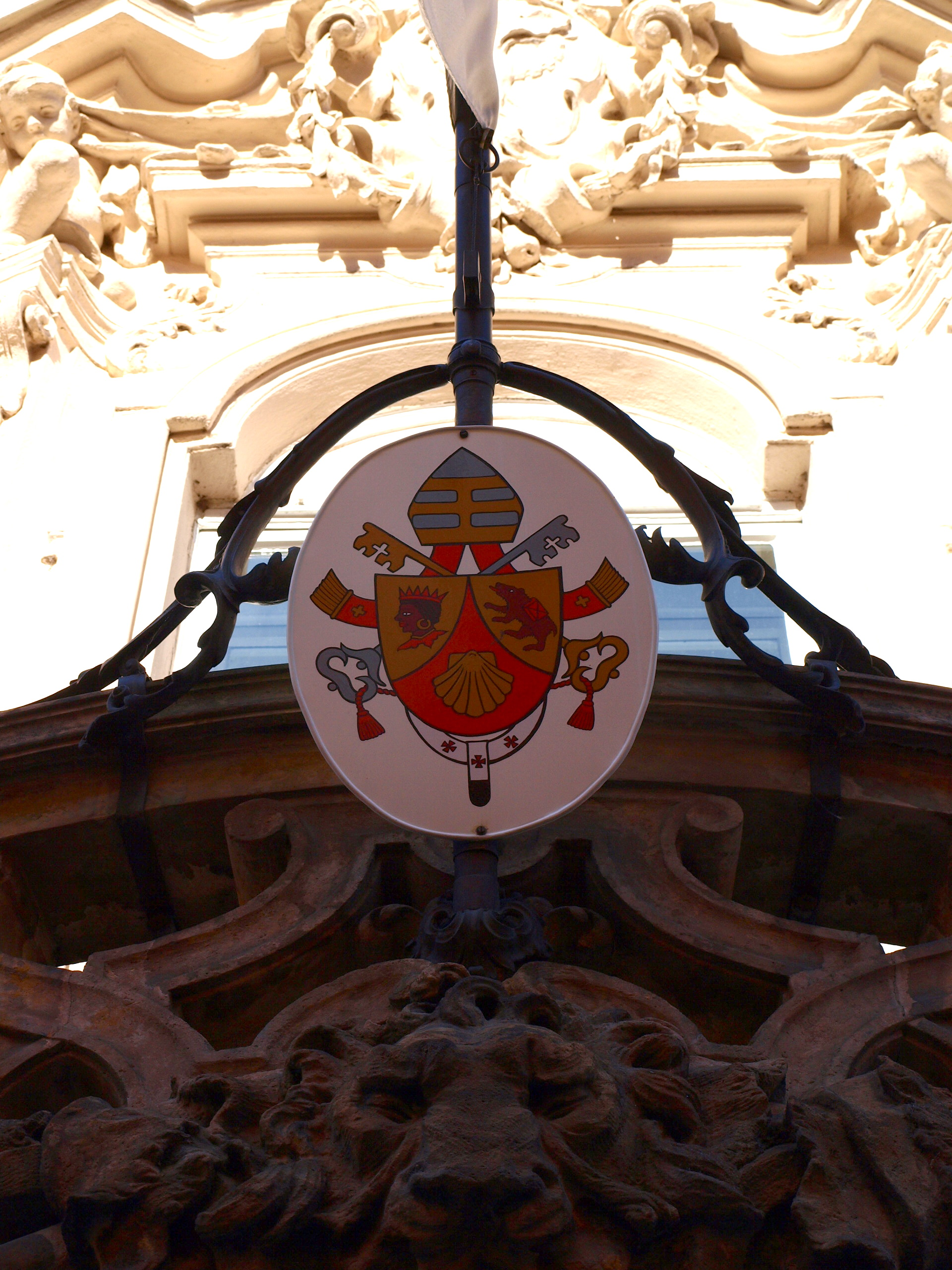
Au dessus de l'entrée
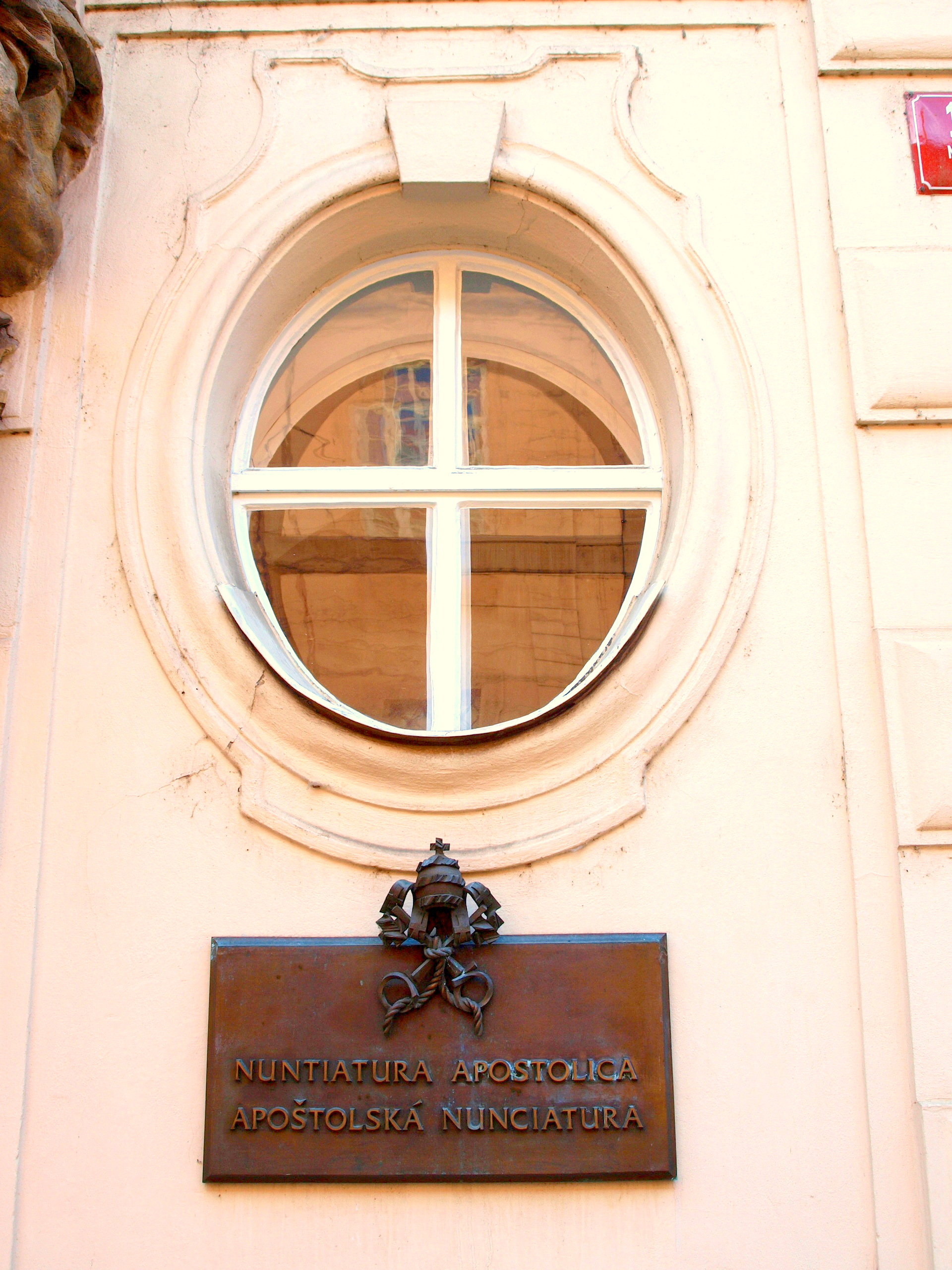
Fenêtre du palais
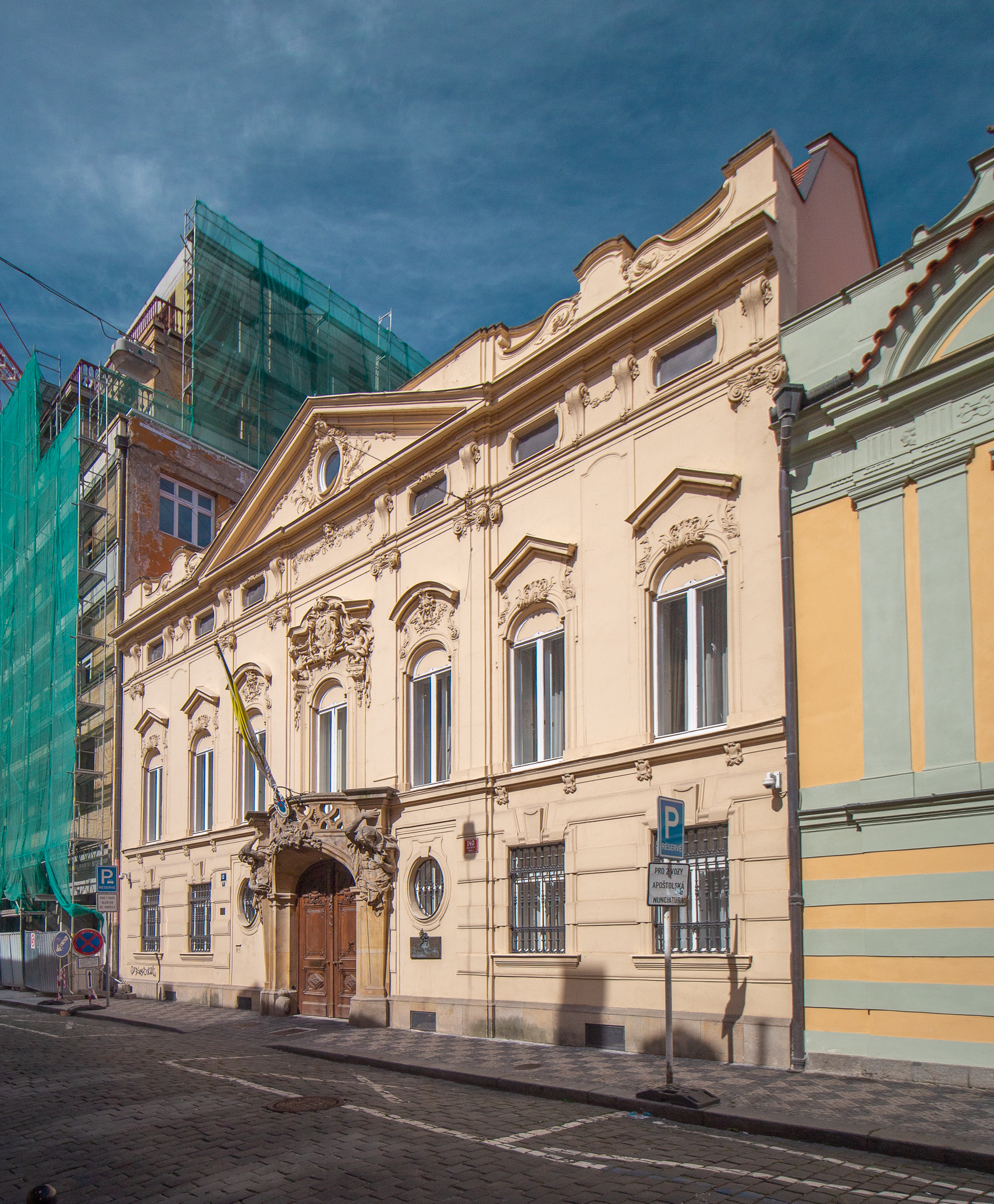